# Ларіхинське сільське поселення
Ларі́хинське сільське поселення (рос. Ларихинское сельское поселение) — муніципальне утворення у складі Ішимського району Тюменської області, Росія.
Адміністративний центр — село Ларіха.

## Населення
Населення — 858 осіб (2020; 900 у 2018, 963 у 2010, 1181 у 2002).

## Склад
До складу поселення входять такі населені пункти:
| Населений пункт    | Населення, осіб (2002) | Населення, осіб (2010) |
| ------------------ | ---------------------- | ---------------------- |
| Воронина, присілок | 244                    | 169                    |
| Ларіха, село       | 838                    | 739                    |
| Рагозіна, присілок | 99                     | 55                     |